# Sri-lankische Cricket-Nationalmannschaft in Simbabwe in der Saison 2019/20
Die Tour der sri-lankischen Cricket-Nationalmannschaft nach Simbabwe in der Saison 2019/20 fand vom 19. bis zum 31. Januar 2020 statt. Die internationale Cricket-Tour war Bestandteil der Internationalen Cricket-Saison 2019/20 und umfasste zwei Tests. Sri Lanka gewann die Test-Serie 1–0.

## Vorgeschichte
Simbabwe bestritt zuvor ein Drei-Nationen-Turnier in Singapur, Sri Lanka eine Twenty20-Serie in Indien.
Das letzte Aufeinandertreffen der beiden Mannschaften bei einer Tour fand in der Saison 2017 in Sri Lanka statt.

## Stadion
Der Austragungsort der Tour wurde am 8. Januar 2020 bekanntgegeben.
| Stadion            | Stadt  | Kapazität | Spiele       |
| ------------------ | ------ | --------- | ------------ |
| Harare Sports Club | Harare | 10.000    | 1. & 2. Test |

## Kaderliste
Sri Lanka benannte seinen Kader am 14. Januar 2020. Simbabwe benannte seinen Kader am 16. Januar 2020.
| Test | Test |
| Simbabwe | Sri Lanka |
| --- | --- |
| - Sean Williams (K) - Regis Chakabva (wk) - Craig Ervine - Kyle Jarvis - Kevin Kasuza - Timycen Maruma - Prince Masvaure - Brian Mudzinganyama - Carl Mumba - Tinotenda Mutombodzi - Ainsley Ndlovu - Victor Nyauchi - Sikandar Raza - Brendan Taylor - Donald Tiripano - Charlton Tshuma | - Dimuth Karunaratne (K) - Dinesh Chandimal - Niroshan Dickwella (wk) - Lasith Embuldeniya - Oshada Fernando - Vishwa Fernando - Lahiru Kumara - Suranga Lakmal - Angelo Mathews - Kusal Mendis - Dilruwan Perera - Kasun Rajitha - Lakshan Sandakan - Dhananjaya de Silva - Lahiru Thirimanne |

## Tests

### Erster Test in Harare
| 19. – 23. Januar Scorecard | Harare | Simbabwe 358 (148) & 170 (92)    | – | Sri Lanka 515-9d (176.2) & 14-0 (3) |
|                            |        | Sri Lanka gewinnt mit 10 Wickets |   |                                     |

### Zweiter Test in Harare
| 27. – 31. Januar Scorecard | Harare | Simbabwe 406 (115.3) & 247-7d (75) | – | Sri Lanka 293 (119.5) & 204-3 (87) |
|                            |        | Remis                              |   |                                    |